# Трети инженерен полк
Трети инженерен полк е български инженерен полк, формиран през 1920 година и взел участие във Втората световна война (1941 – 1945).

## История
Трети инженерен полк е формиран под името Трета инженерна дружина на 1 декември 1920 г. в Шумен от състава на 4-та и 5-а пионерни дружини. Към 1 януари 1927 г. дружината е на лагер при с. Хасаново. През лятото на 1928 г. е на лагер в с. Теке, а лятото на 1932 г. в с. Дурмуш. На 5 ноември 1936 г. е реорганизиран в полк и получава наименованието Трети инженерен полк. По време на Деветосептемврийския преврат полкът е в гр. Шумен, а от 25 септември 1944 г. съгласно служебни писма от щаба на войската, към полка се мобилизират военновременни формирования. Съгласно лично поверително служебно писмо № 1490 от 27 ноември 1944 г. от щаба на войската на 8 септември 1944 г. в гр. Шумен се формира 3-ти армейски инженерен полк, със следните военновременни формирования: щаб на полка, 3-та армейска инженерно-щурмова дружина, 3-та армейска леко понтонна дружина.
В края на 1944 г. от полка се формира инженерната дружина на 1-ви армейски инженерен полк. През летните месеци на 1947 г. и 1948 г. полкът излиза на лагер при с. Гебедже, Разградско. Явното наименование е под. 6120. От месец май 1949 г. наименованието е 3-та армейска инженерна дружина.
През месец юни 1950 г. лагерът е в с. Белослав. От 4 септември 1950 г. дружината се премества в гр. Сливен. От 18 ноември 1950 г. наименованието е 3-ти армейски инженерен батальон. През лятото на 1952 г. батальонът е на лагер в Коневец. Лятото на 1953 г. батальонът е на лагер „Тунджа“ в Ямболско. От 12 септември 1953 г. наименованието е под. 60740. През 1959 г. поделението е дислоцирано край Сливен в с. Сотиря под военен номер под. 60740, променен през втората половина на 70 години във военен номер под. 24860.

## Наименования
През годините полкът носи различни имена според претърпените реорганизации:
- Трета инженерна дружина (1920 – 1936)
- Трети инженерен полк (1936 – 8 септември 1944)
- Трети армейски инженерен полк (от 8 септември 1944 – 1944)
- Първи армейски инженерен полк (1945)
- Трети армейски инженерен полк (1945 – май 1949)
- Трета армейска инженерна дружина (май 1949 – 18 ноември 1950)
- Трети армейски инженерен батальон (18 ноември 1950 – 1957)
- Двадесет и шести армейски инженерен батальон (1958)
- Двадесет и шести армейски инженерен полк (1959 – 1987)

## Командири
- Подполковник Петров[3]
- Майор Антон Ганев (неизв.)
- Майор Антон Ганев (от 1927 г.)
- Подполковник Стоян Кръстев (от 1939 г.), временен
- Подполковни Дончев до 1989 г. - 26 армейски инженерен полк с. Сотиря - Сливен - Трета армия.
- Майор Кольо Милев от 1989 г. - 26 армейски инженерен полк с. Сотиря -Сливен - Трета армия.